# NGC 3163
NGC 3163 is een elliptisch sterrenstelsel in het sterrenbeeld Kleine Leeuw. Het hemelobject werd op 17 maart 1787 ontdekt door de Duits-Britse astronoom William Herschel.

## Synoniemen
- UGC 5517
- MCG 7-21-26
- ZWG 211.27
- PGC 29846